# Explorer 42
Explorer 42 (lub inaczej SAS-1 od ang., Small Astronomical Satellite 1 – mały satelita astronomiczny) – pierwszy satelita poświęcony wyłącznie astronomii rentgenowskiej. Wystrzelony z włoskiej platformy San Marco znajdującej się na oceanie u wybrzeży Kenii, był pierwszym amerykańskim satelitą niewystrzelonym przez same USA. Po pomyślnym rozpoczęciu pracy satelita otrzymał nazwę Uhuru, co w języku suahili znaczy wolność – 12 grudnia 1970 mijała właśnie siódma rocznica niepodległości Kenii.

## Opis misji

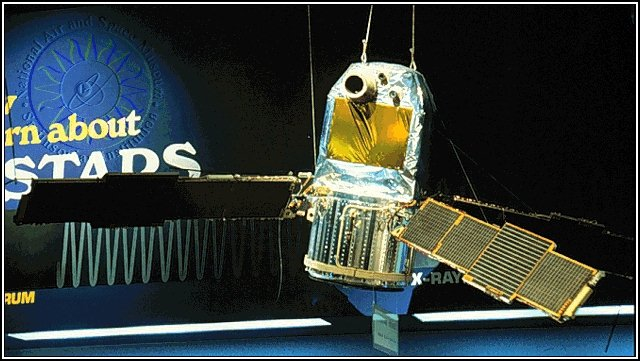
Pełnowymiarowy model Uhuru w National Air and Space Museum w Waszyngtonie

Uhuru był pierwszym satelitą poświęconym wyłącznie obserwacji źródeł promieniowania rentgenowskiego. Pierwszy z serii małych satelitów astronomicznych NASA (SAS). Czas obrotu wokół własnej osi wynosił około 12 minut i umożliwiał objęcie całego nieba przeglądem o czułości około 1000 razy większej niż moc emisji mgławicy Kraba. Głównym celem misji było przeszukiwanie nieba w celu rejestracji źródeł rentgenowskich w zakresie energii fotonów 2 - 20 keV, o mocy minimalnej 1,5x10-11 erg/cm2/s i 5x10-4 zmienności mgławicy Kraba; określenie położenia źródeł z dokładnością do kilku minut łuku (dla silnych źródeł); poznawanie struktury rozległych źródeł z rozdzielczością około 30 minut łuku; określenie własności spektralnych oraz zmienności wykrytych źródeł promieniowania.
Uhuru umożliwił skatalogowanie 339 źródeł promieniowania rentgenowskiego (układy podwójne, pozostałości supernowych, galaktyki Seyferta i grupy galaktyk)
Do łączności używano łącza o prędkości 1000 bps i modulacji PCM/PM.
Statek zużywał 9,6 W energii elektrycznej.

## Ładunek

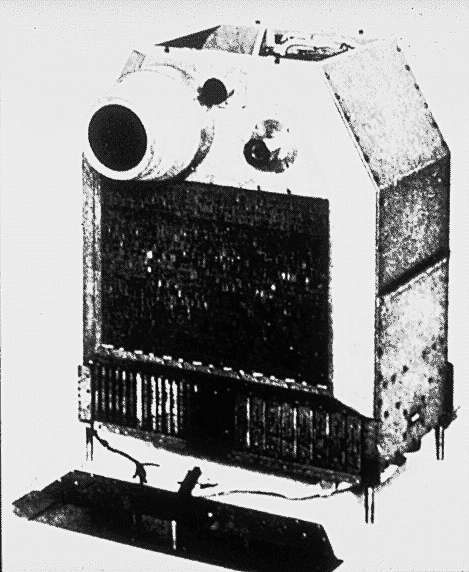
Przyrząd do rentgenowskiego przeglądu nieba

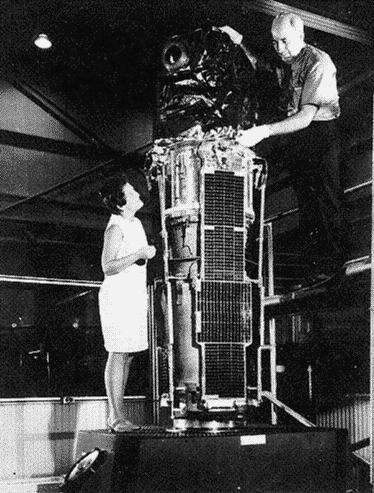
Przegląd satelity SAS-1 przed startem

Ładunek składał się z dwóch zestawów (po trzy) liczników proporcjonalnych, każdy z powierzchnią czynną równą ~0,084 m² (wydajność >10% w paśmie 1 - 20 keV). Dolna granica czułości była zdeterminowana osłabiającymi właściwościami berylowego okienka licznika i cienkim izolatorem potrzebnym do utrzymania odpowiedniej temperatury statku. Granicę górną określały własności gazu wypełniającego. Minimalizację efektów tła i wysokoenergetycznych fotonów osiągnięto dyskryminatorem kształtu impulsów i technikami antykoincydencyjnymi. Analiza amplitudowa w ośmiu kanałach została wykorzystana do uzyskiwania informacji o rozkładzie energii rejestrowanych fotonów. Liczniki osłonięte były berylem. Okienko wejściowe przesłonięte było 2,5 mm folią berylową. Wnętrze każdego zawierało wolframową anodę i mieszaninę gazów: 90% argonu, 9,5% CO2 i 0,5% helu, pod ciśnieniem 940 mm Hg. Do kalibracji używano wewnętrznego źródła o małej radioaktywności. Zestawy liczników były ułożone tyłem do siebie i skolimowane, odpowiednio: 0,52° x 0,52°, 5,2° x 5,2°. Detektor 0,52° miał wysoką rozdzielczość, a 5,2° posiadał wysoką czułość dla źródeł odosobnionych.